# Hov, Norge
Hov är den enda tätorten i Søndre Lands kommun i Innlandet fylke i Norge. Orten utgör kommunens centralort.